# El coloso de Rodas
El coloso de Rodas es una película del género péplum, coproducida en 1960 y 1961 entre Italia, España y Francia. Supuso el primer trabajo de Sergio Leone como director. Es su película menos conocida, aunque Leone ya tenía experiencia en el género como miembro de equipo en la segunda unidad de dirección en películas como Quo vadis? (1951), Los últimos días de Pompeya (1959) y Ben-Hur (1959).

## Sinopsis
Darios es un héroe militar griego que se encuentra de visita en Rodas, donde se lleva a cabo la inauguración de una estatua colosal, que sería conocido como el coloso de Rodas. También es testigo de que hay tensión en la isla y pronto también se ve envuelto en una rebelión de esclavos liderados por Peliocles para derrocar a Jerjes, el tiránico rey de la isla, que está obsesionado con hacer obras sin tener consideración a todo lo demás.
Sin embargo, ninguno de los bandos sabe que el lugarteniente del rey, Therion, ha hecho una alianza con los fenicios para llevar a cabo un golpe de Estado en contra del rey para instaurar así su propio imperio en Rodas bajo la protección de Fenicia, consiguiendo además infiltrar a cientos de sus soldados en la isla para utilizarlos en el momento adecuado.

## Reparto
- Rory Calhoun: Darios
- Lea Massari: Diala
- Georges Marchal : Peliocles
- Conrado San Martín: Therion
- Ángel Aranda: Koros
- Mabel Karr: Mirté
- George Rigaud: Lyssipos
- Roberto Camardiel: Jerjes
- Mimmo Palmara: Ares
- Félix Fernández: Carete
- Carlo Tamberlani: Xenon
- Alfio Caltabiano: Creon
- Antonio Casas: Embajador fenicio

## Curiosidades
Hubo un encontronazo entre Leone y el que en principio iba a ser el actor principal, John Derek, que consideraba al primero demasiado inexperto y trató de ocupar él mismo el puesto de dirección. La mayoría del equipo apoyó a Leone, quien conservó el puesto, y Derek terminó abandonando la película.
Como premonición de su futura fama como máximo exponente del spaghetti-western, Leone buscó a un popular actor de westerns, Rory Calhoun, para representar al protagonista.
Los exteriores de la película fueron rodados en Laredo y Santoña (Cantabria). También en los Jardines de La Granja de San Ildefonso (Segovia), en la Ciudad Encantada (en la Serranía de Cuenca) y en Luarca.
Es el único filme de Sergio Leone cuya música no fue compuesta por Ennio Morricone.
Siendo la primera película de su director, éste la tenía como la más querida.

## Premios
Medallas del Círculo de Escritores Cinematográficos
| Categoría         | Candidato    | Resultado |
| ----------------- | ------------ | --------- |
| Mejores decorados | Ramiro Gómez | Ganador   |